# Raiffeisenbank Stauden
Die Raiffeisenbank Stauden eG war ein genossenschaftliches Kreditinstitut mit Sitz in Fischach im schwäbischen Landkreis Augsburg. Sie ging aus den 1888 gegründeten Spar- und Darlehenskassenvereinen in Langenneufnach und Fischach hervor und fusionierte im August 2022 mit der Raiffeisenbank Schwabmünchen eG, die seitdem als Raiffeisenbank Schwabmünchen-Stauden eG firmiert.
Zum Abschluss des Jahres 2021 lag die Bilanzsumme der Raiffeisenbank Stauden eG bei etwa 301 Mio. Euro und die Einlagen bei rund 245 Mio. Euro. Die Kundenkredite umfassten annähernd 150 Mio. Euro. Insgesamt waren 2021 bei der Raiffeisenbank Stauden eG 48 Mitarbeiter in 5 Geschäftsstellen beschäftigt und zum Jahresende lag die Mitgliederzahl bei 4.354.

## Geschichte
Im Jahre 1888 wurden die Spar- und Darlehenskassenvereine in Langenneufnach und Fischach im Beisein der örtlichen Pfarrer Sales Baur und Karl Bachmann gegründet. Über ein eigenes Bankgebäude verfügten sie seinerzeit jedoch noch nicht. Bankgeschäft wurde in den privaten Stuben bzw. Wohnzimmern der Bankberater abgewickelt. Oft wurde der „Schalter“ auch nach der Sonntagsmesse geöffnet.
Im Jahre 1957 begann der Neubau des Raiffeisenlagerhauses in Langenneufnach und Anfang der 1960er Jahre wurde zudem das neue Bankgebäude in Langenneufnach neben dem Lagerhaus erbaut. 1961 fusionierte die Raiffeisenbank Langenneufnach mit der Raiffeisenkasse Wollmetshofen. 1964 kam noch die Raiffeisenkasse Mickhausen hinzu. Im gleichen Jahr vereinigten sich die Raiffeisenbank Fischach und die Raiffeisenkasse Willmatshofen. Ein Jahr später folgte die Raiffeisenkasse Siegertshofen. Auch in Mittelneufnach fusionierte die Raiffeisenkasse mit den Raiffeisenkassen Scherstetten und Könghausen. 1966 erfolgte die Einweihung neuer Bankgebäude in Fischach und Mittelneufnach. 1967 fusionierte die Raiffeisenbank Mittelneufnach mit der Raiffeisenkasse Reichertshofen.
In den 1970er Jahren setzen sich die Fusionen fort. So schloss sich 1970 die Raiffeisenkasse Aretsried/Reitenbuch der Raiffeisenbank Fischach an. 1976 wurde das neue Geschäftsgebäude in Mickhausen eingeweiht und die Raiffeisenbank Langenneufnach ging mit der Raiffeisenkasse Grimoldsried zusammen. 1979 folgte die Raiffeisenkasse Walkertshofen und 1980 die Raiffeisenkasse Waldberg-Kreuzanger.
Zwischen 1980 und 1982 erfolgte der Neubau der Hauptstelle Langenneufnach. Im gleichen Jahr wurden auch die neu gebauten Geschäftsgebäude in Waldberg und Fischach bezogen. 1983 ging das Lose-Dünger-Lagerhaus in Langenneufnach in Betrieb. In den 1990er Jahren setzten sich die in den vorherigen Jahrzehnten durchgeführten Fusionen fort. So kam 1993 die Raiffeisenbank Mittelneufnach zur Raiffeisenbank Langenneufnach und 1999 folgte die Fusion der Raiffeisenbank Langenneufnach mit der Raiffeisenbank Fischach zur Raiffeisenbank Stauden eG.
2019 wurden aus wirtschaftlichen Gründen die Zahlstellen in Aretsried, Waldberg und Scherstetten geschlossen und im August 2022 fusionierte schließlich die Raiffeisenbank Stauden eG mit der Raiffeisenbank Schwabmünchen eG zur Raiffeisenbank Schwabmünchen-Stauden eG und gab damit ihre Eigenständigkeit auf.

## Geschäftsgebiet

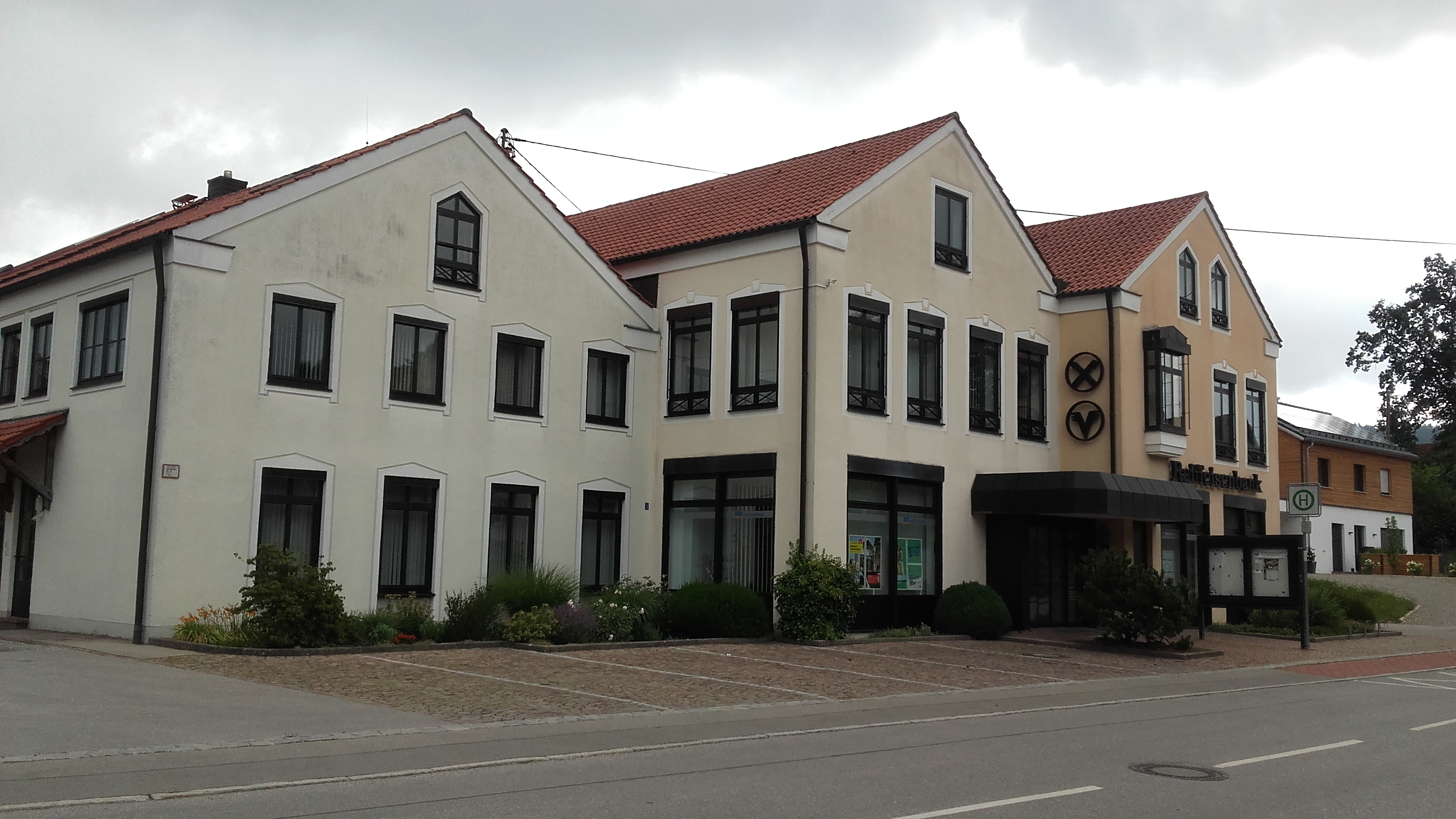
Hauptstelle Langenneufnach (2022)

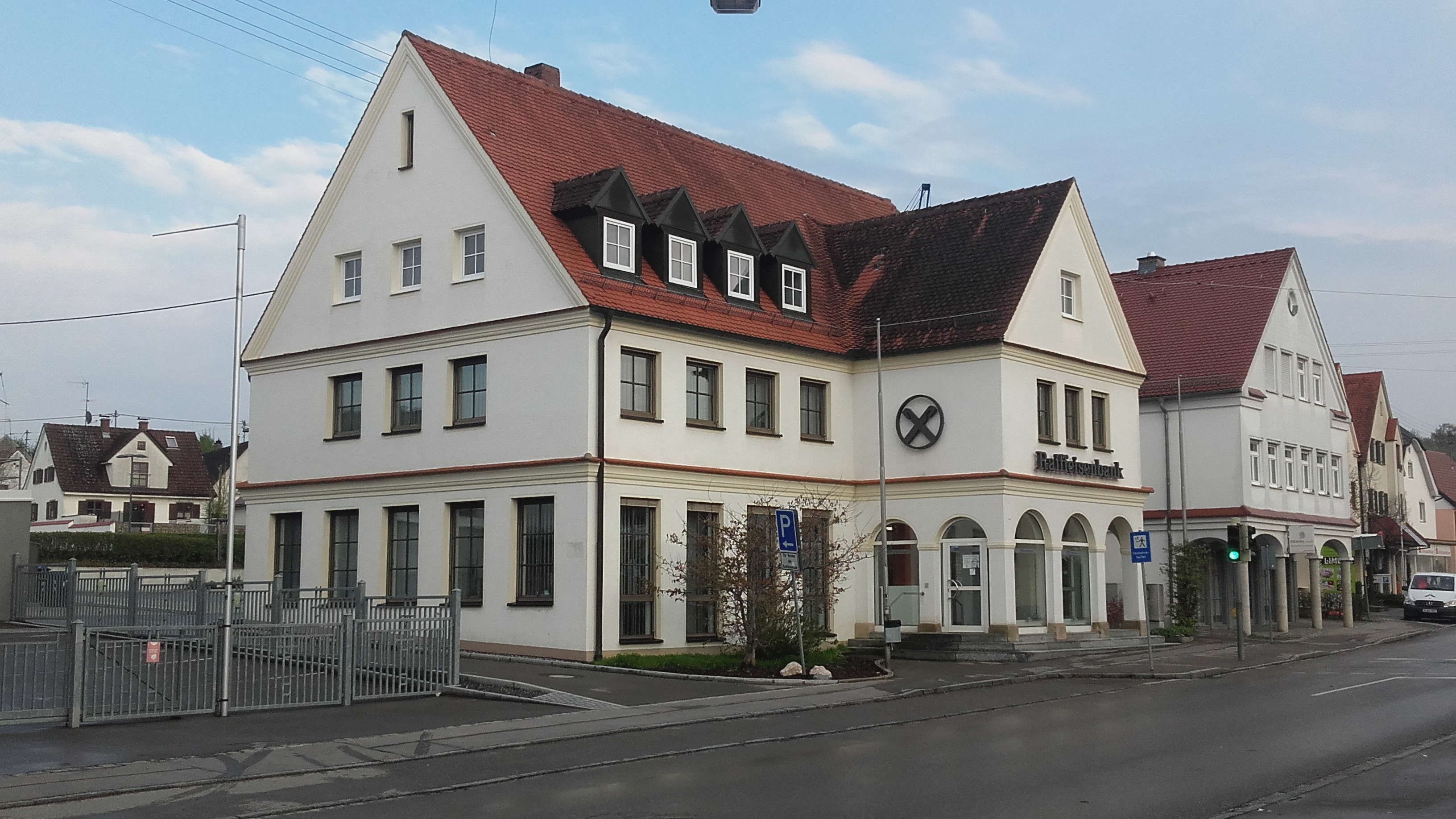
Geschäftsstelle Fischach (2021)

Das Geschäftsgebiet erstreckte sich auf den südlichen Teil der Westlichen Wälder Augsburgs, auch Staudenlandschaft genannt. Zuletzt gehörten fünf Geschäftsstellen zur Raiffeisenbank Stauden eG. Neben der Hauptstelle in Langenneufnach gab es Geschäftsstellen in Fischach, Mickhausen und Mittelneufnach sowie eine SB-Geschäftsstelle in Walkertshofen.

## Verbandszugehörigkeit
Die Raiffeisenbank Stauden eG war als genossenschaftliches Kreditinstitut dem Genossenschaftsverband Bayern (GVB) angeschlossen; damit verbunden war auch die Zugehörigkeit zur genossenschaftlichen Finanzgruppe Volksbanken Raiffeisenbanken. Ferner war die Bank Mitglied bei der amtlich anerkannten BVR Institutssicherung GmbH und der zusätzlichen freiwilligen Sicherungseinrichtung des Bundesverbandes der Deutschen Volksbanken und Raiffeisenbanken (BVR).